# Fornham St Martin
Fornham St Martin – wieś w Anglii, w hrabstwie Suffolk, w dystrykcie West Suffolk. Leży 39 km na północny zachód od miasta Ipswich i 103 km na północny wschód od Londynu. Miejscowość liczy 1300 mieszkańców.